# Brookfield Corporation
Brookfield Corporation è una multinazionale canadese, ed è una delle più grandi società di investimento al mondo con sede a Toronto; mentre la sua controllata Brookfield Asset Management Ltd. dal 2024 ha sede a New York. Si occupa di investimenti diretti nel settore immobiliare, energia rinnovabile, infrastrutture, credito e private equity. La società investe in azioni in difficoltà tramite Oaktree, acquisita nel 2019. La società è quotata nell'indice di riferimento canadese S&P/TSX 60 ed è quotata alla Borsa di Toronto e alla Borsa di New York. 
Con una capitalizzazione di 73 miliardi di dollari (2023), un Net Asset Value (NAV) di oltre 150 miliardi di dollari, un fatturato di oltre 86 miliardi di dollari, e asset under management per oltre 1.000 miliardi di dollari, riassume una storia di 125 anni. Nel 2024 la società si trova alla 113ª posizione nella Fortune Global 500, e alla 213ª posizione delle compagnie più influenti al mondo della Forbes Global 2000.
L'attuale Brookfield Corporation è il risultato della fusione del 1997 tra Edper e Brascan. All'inizio, la società era nota come EdperBrascan, poi ha cambiato nome in Brascan nel 2000 e Brookfield nel 2005. Brookfield è composta da due società quotate in borsa: Brookfield Corporation (BN), la società originale, e Brookfield Asset Management (BAM), che è stata scorporata nel 2022.

## Storia
L'azienda è stata fondata nel 1899 come costruttore e gestore di infrastrutture elettriche e di trasporto in Brasile da William Mackenzie e Frederick Stark Pearson; successivamente la società fu chiamata "Brascan" (Brasile e Canada). La società forniva servizi di elettricità a San Paolo e Rio de Janeiro. Nel 1979 gli asset brasiliani dell'azienda furono trasferiti alla proprietà locale (Eletropaulo e Light S.A.).
Nel 2005 la società ha cambiato il proprio nome in "Brookfield Asset Management" (BAM). Come parte di una serie di acquisizioni nel 2007, Brookfield ha acquisito la società di costruzioni Multiplex Group per 6,1 miliardi di dollari e l'ha ribattezzata "Brookfield Multiplex". Ha inoltre acquisito la Longview Fiber Company, espandendo la sua piattaforma in legno da 2,5 milioni di acri (10.000 km²). Nel 2008 Brookfield Infrastructure Partners è stata scorporata dalla holding e successivamente si è fusa con la Prime Infrastructure australiana in una transazione da 1 miliardo di dollari.
Al 2018 le principali sussidiarie pubbliche di Brookfield includevano "Brookfield Infrastructure Partners", "Brookfield Renewable Partners", "Brookfield Property Partners" e "Brookfield Business Partners". Nell'agosto 2018 Brookfield ha acquistato la Westinghouse Electric Company, un produttore di grandi reattori nucleari, dal fallimento per 4,6 miliardi di dollari.
Il 13 marzo 2019, Brookfield Asset Management ha annunciato di aver accettato di acquistare la maggior parte di Oaktree Capital Management per 4,7 miliardi di dollari, creando uno dei più grandi gestori di fondi alternativi al mondo.
Nel 2020, in risposta alla pandemia di COVID-19, l'amministratore delegato di Brookfield, Bruce Flatt, ha valutato che le ricadute economiche erano "molto più gestibili" rispetto ai precedenti crolli.
Nell'ottobre 2020, Mark Carney, governatore della Banca d'Inghilterra uscente, è diventato vicepresidente di Brookfield, guidando la strategia di investimento in fondi ambientali, sociali e di governance (ESG) dell'azienda.
Il 25 aprile 2022, è stato annunciato che Brookfield e Simon Property Group si sarebbero offerti di acquistare Kohl's.
Nell'agosto 2022, Intel ha firmato una partnership da 30 miliardi di dollari con Brookfield per finanziare le sue recenti espansioni delle fabbriche. Come parte dell'accordo, Intel avrebbe una quota di controllo che finanzia il 51% del costo di costruzione di nuovi impianti di produzione di chip a Chandler, in Arizona, con Brookfield che detiene il restante 49% del capitale, consentendo alle società di dividere il reddito da queste strutture.
Il 9 dicembre 2022, il nome della società è stato cambiato da Brookfield Asset Management Inc. a Brookfield Corporation. Brookfield Corporation ha quindi scorporato la sua partecipazione del 25% nella sua attività di gestione patrimoniale nella nuova Brookfield Asset Management Ltd.
Nel 2024 Brookfield Asset Management ha stipulato un accordo con Microsoft per sviluppare circa 10,5 gigawatt di nuova capacità di energia rinnovabile per costruire nuovi parchi eolici e fotovoltaici.
Il 23 settembre 2024, Brookfield Asset Management ha annunciato di aver raccolto 2,4 miliardi di dollari per il suo Catalytic Transition Fund (CTF), supportato dagli Emirati Arabi Uniti per migliorare la finanza climatica nei mercati emergenti. Lanciato alla COP28 di Dubai nel dicembre 2023, il fondo è stato ancorato a un impegno di 1 miliardo di dollari da parte di ALTERRA, un fondo climatico con sede negli Emirati Arabi Uniti con l'obiettivo di attrarre 250 miliardi di dollari di investimenti entro il 2030. Tra gli investitori degni di nota per CTF figurano Caisse de dépôt et placement du Québec, Prudential plc, Temasek e il GIC Private Limited.
Il 30 ottobre 2024, Brookfield e il fondo sovrano dell'Arabia Saudita PIF hanno raggiunto un accordo di collaborazione, per sostenere il nuovo fondo di Brookfield per il Medio Oriente "Brookfield Middle East Partners". PIF agirà come investitore strategico di riferimento per "Brookfield Middle East Partners".
Il 16 gennaio 2025, Mark Carney lascia l'incarico di presidente di Brookfield Asset Management. Il CEO Bruce Flatt ha assunto la responsabilità aggiuntiva di presidente. Il 9 febbraio 2025, Bloomberg annuncia che Brookfield investirà 20 miliardi di euro per l'infrastruttura di intelligenza artificiale in Francia.

## Aree di attività
La società è presente in 30 paesi, impiega 2.500 professionisti degli investimenti e conta più di 250 000 dipendenti in società controllate:
Investimenti diretti
- Risparmio gestito — oltre 1.000 miliardi di dollari in gestione.[8]
- Immobiliare — è uno dei maggiori investitori mondiali nel settore immobiliare, possiede e gestisce proprietà nei mercati in tutto il mondo. I suoi principali investimenti immobiliari includono Brookfield Place (precedentemente noto come World Financial Center), One Liberty Plaza e 245 Park Avenue a New York, Canary Wharf a Londra, Brookfield Place e First Canadian Place a Toronto, Wells Fargo Center e Bank of America Plaza a Los Angeles, e il complesso Allen Center di Houston.[34]
- Infrastrutture — è uno dei maggiori investitori mondiali in infrastrutture, possiede e gestisce risorse nei settori dei servizi pubblici, dei trasporti, dell'energia e delle infrastrutture dati.[35]
- Energie rinnovabili — è uno dei maggiori investitori mondiali nelle fonti di energia rinnovabile, con circa 21.000 megawat di capacità di generazione. Le attività sono situate in America del Nord e Sud America, Europa, India e Cina, comprendono una base tecnologica diversificata di tecnologie idroelettriche, eoliche, solari su larga scala, generazione distribuita, stoccaggio e altre tecnologie rinnovabili.[36]
- Private Equity — è focalizzata sull'acquisizione di attività e società di alta qualità e sul miglioramento delle loro capacità di flusso di cassa migliorando la strategia e l'esecuzione.[37]
- Soluzioni assicurative — è focalizzata sulla fornitura di soluzioni basate sul capitale alle compagnie assicurative e ai loro stakeholder.[38]

Presenza globale
- Nord America: patrimonio in gestione 647 miliardi di dollari fra Canada e Stati Uniti con 102.000 dipendenti operativi;[33]
- Sud America: patrimonio gestito 57 miliardi di dollari e 34.000 dipendenti operativi;[33]
- Europa e Medio Oriente: asset in gestione 216 miliardi di dollari con 62.000 dipendenti operativi;[33]
- Regione Asia Pacifica: patrimonio gestito 141 miliardi di dollari in Asia e Oceania con 53.000 dipendenti operativi.[33]

## Società controllate

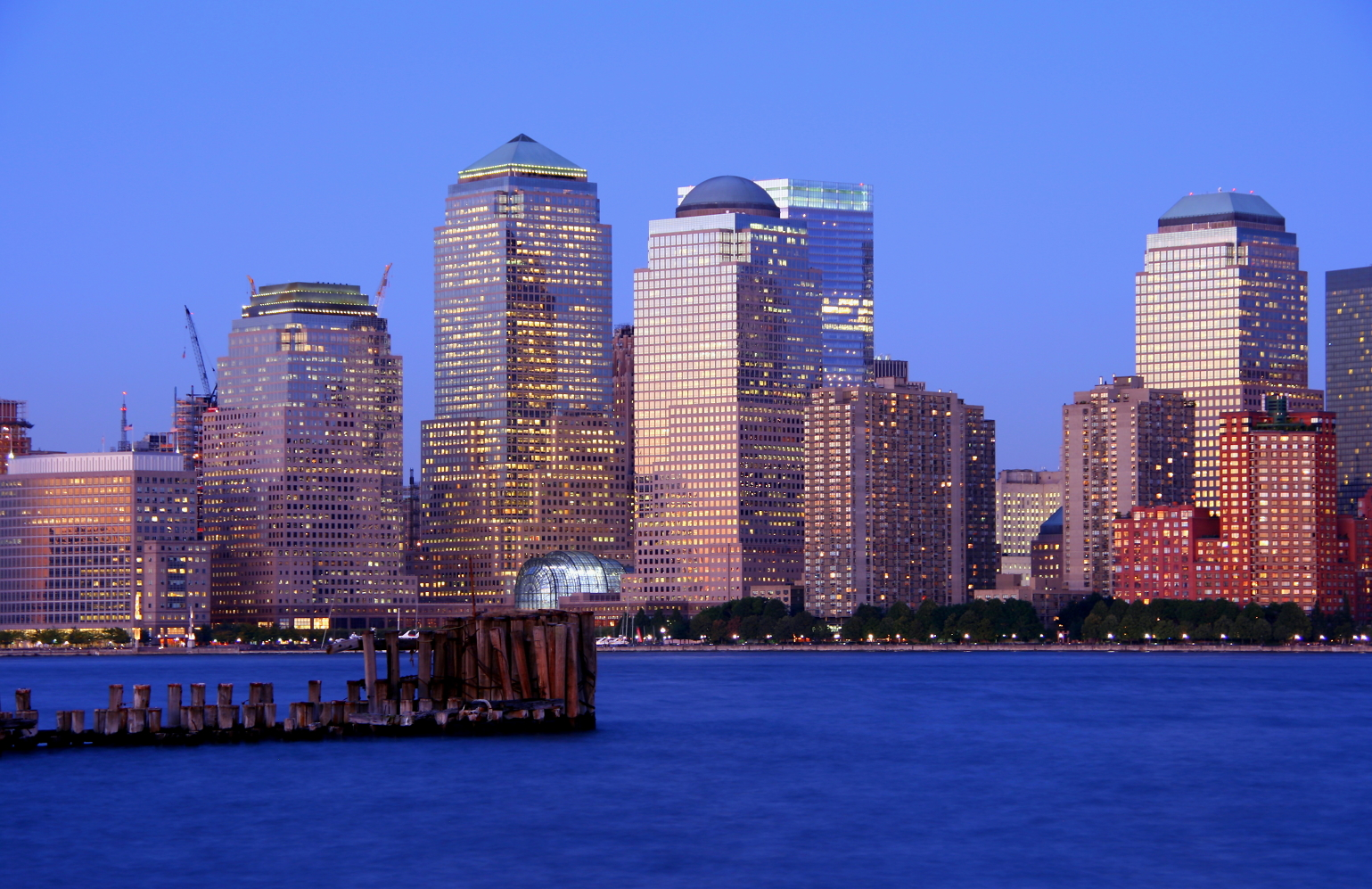
World Financial Center

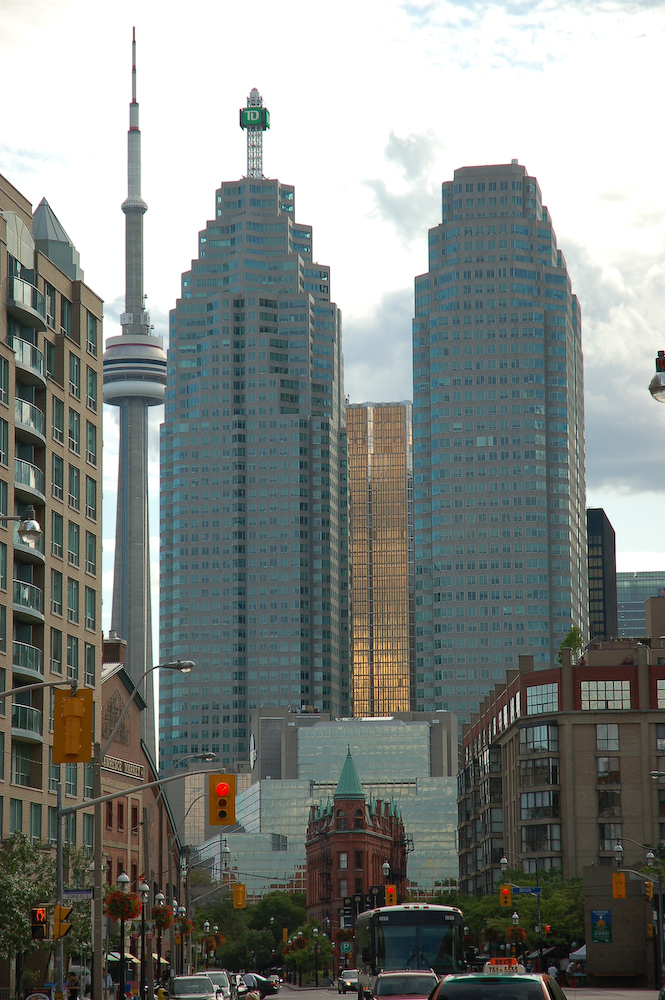
Sede centrale a Brookfield Place, Toronto.

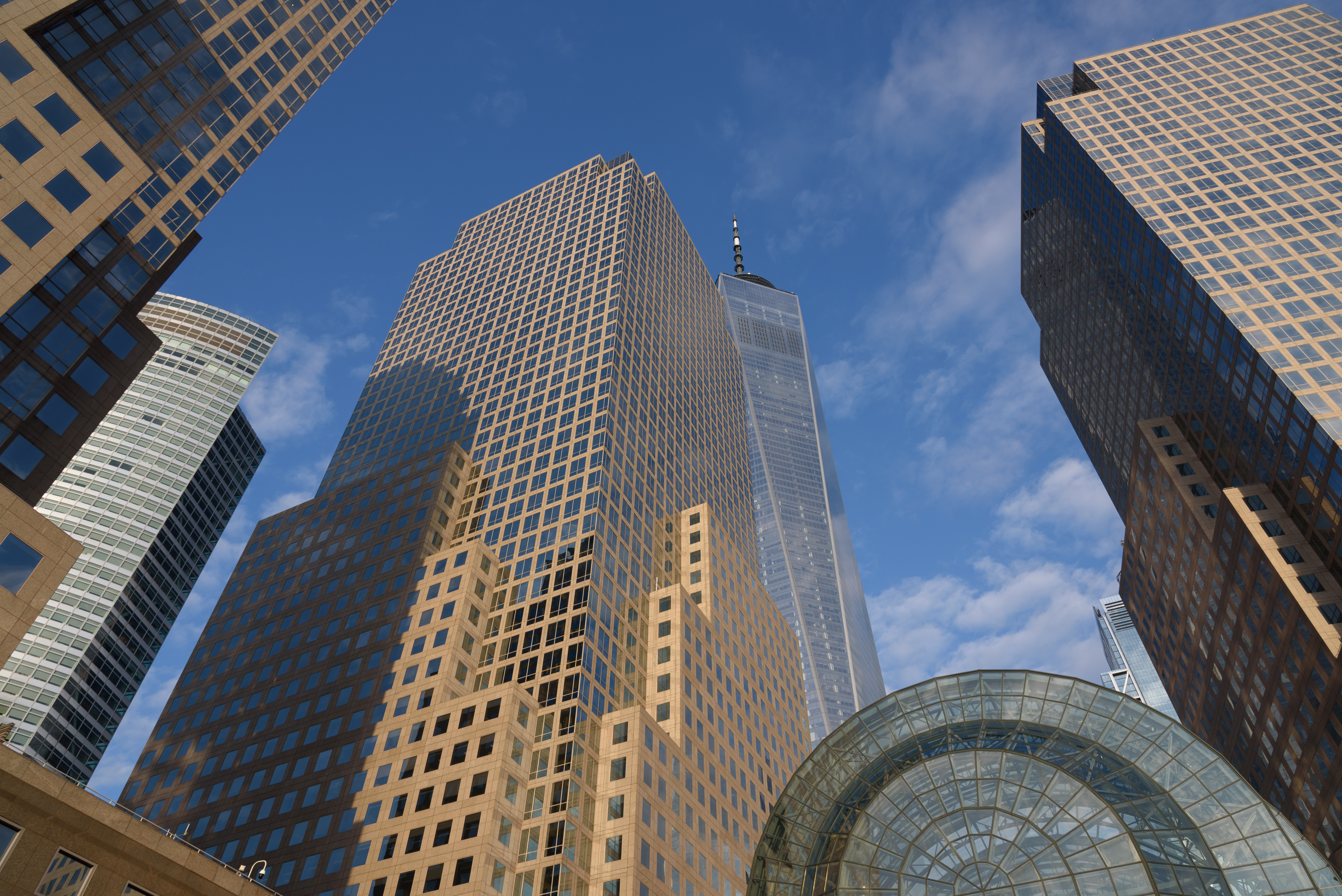
Sede degli uffici presso il complesso del Brookfield Place, New York.

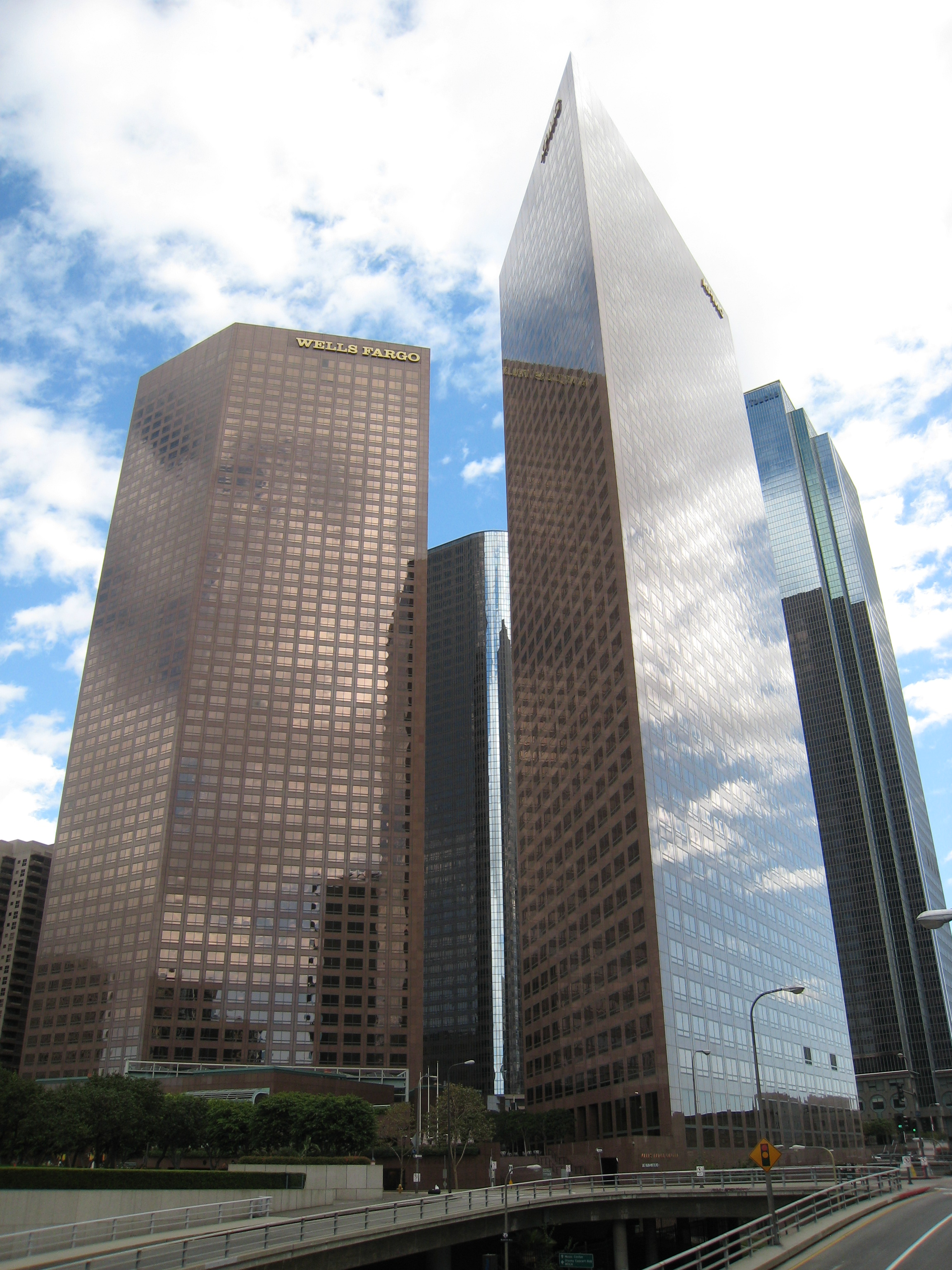
Wells Fargo Tower

- Brookfield Asset Management — è una società canadese-statunitense, quotata in borsa (NYSE: BAM), di investimenti alternativi. Brookfield Asset Management è anche fra le società più grandi del mondo con un patrimonio gestito di oltre 1.000 miliardi di dollari.[39]
- Brookfield Infrastructure Partners — è una società limited partnership quotata in borsa (NYSE: BBU) è il principale veicolo pubblico attraverso il quale Brookfield Asset Management, la sua società madre, possiede e gestisce i servizi alle imprese e le operazioni industriali del suo gruppo di private equity.[40] È stata costituita attraverso uno spin-off di "Brookfield Asset Management" nel giugno 2016. Nel 2019 Brookfield Business Partners ha acquistato il 45% della società BrandSafway. BrandSafway è stato valutato a $ 6,7 miliardi al momento dell'acquisto.[41] Nell'ottobre 2021, Brookfield ha annunciato che avrebbe acquisito la divisione lotteria di Scientific Games per 6,05 miliardi di dollari.[42] Nell'aprile 2022, Brookfield ha acquisito la società di servizi di concessionaria di automobili CDK Global per 6,41 miliardi di dollari.[43]
- Brookfield Infrastructure Partners — è una società limited partnership quotata in borsa (NYSE: BIP) con sede centrale a Toronto, che si occupa di acquisizione e gestione di asset infrastrutturali su base globale.[44] Fino a uno spin-off nel gennaio 2008, Brookfield Infrastructure era un'unità operativa di Brookfield Asset Management, che mantiene una proprietà del 30% e funge da direttore generale della partnership. Sam Pollock è l'amministratore delegato di Brookfield Infrastructure Partners.[45] Ricopre questa posizione dal 2006 ed è in Brookfield Asset Management dal 1994.[46]
- Brookfield Property Partners — è una società immobiliare commerciale globale che è una limited partnership quotata in borsa (Nasdaq) è una consociata di Brookfield Asset Management, una società di gestione investimenti alternativi. Il suo portafoglio comprende proprietà nei settori uffici, residenziali plurifamiliari, vendita al dettaglio, ospitalità e logistica in Nord America, Europa e Australia. La sua controllata Brookfield Properties è responsabile della gestione di queste strutture.[47]
- Brookfield Renewable Partners — è una società limited partnership quotata in borsa (NYSE: BEP) che possiede e gestisce asset di fonti di energia rinnovabile, con sede centrale a Toronto.[48] È posseduta al 60% da Brookfield Asset Management. Alla fine del 2017, Brookfield Renewable possedeva oltre 200 impianti idroelettrici, 100 parchi eolici, oltre 550 impianti fotovoltaici e quattro impianti di stoccaggio, con circa 16.400 MW di capacità installata.[49]
- Brookfield Residential — è una società che opera nei settori immobiliare e edilizia canadese con sede a Calgary.[50]
- Oaktree Capital Management — è una società statunitense di gestione patrimoniale specializzata in strategie di investimento alternative. Oaktree, fondata nel 1995, è il più grande investitore di "titoli in difficoltà" al mondo ed è uno dei maggiori investitori di credito al mondo, è quotata alla Borsa di New York[51] e ha sede a Los Angeles.

## Struttura societaria
Dal sito brookfield.com:

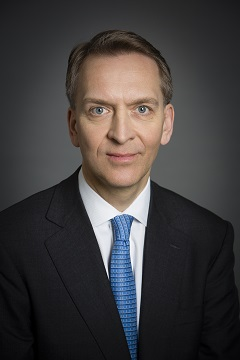
Bruce Flatt

- Frank McKenna - Presidente del consiglio di amministrazione dal 2010, anche vicepresidente della Toronto-Dominion Bank; ex premier del New Brunswick (1987–1997) e ambasciatore canadese negli Stati Uniti (2005–2006).
- Bruce Flatt - Amministratore delegato (CEO) dal 2002, in azienda dal 1990; con un patrimonio personale di 3,5 miliardi di dollari, è una delle mille persone più ricche del mondo.[52]
- Connor Teskey - è il presidente di Brookfield Asset Management e responsabile del business Renewable Power & Transition di Brookfield e Chief Executive Officer di Brookfield Renewable Partners.
- Nicholas Goodman è Presidente e Direttore Finanziario (CFO).

## Dati finanziari
| Anno | Totale Ricavi | Risultato Netto | Totale Attivo | Asset in Gestione |
| ---- | ------------- | --------------- | ------------- | ----------------- |
| 2005 | 5.256         | 1.662           | 26.058        | 49.700            |
| 2006 | 6.897         | 1.170           | 40.708        | 71.121            |
| 2007 | 9.343         | 787             | 55.597        | 94.340            |
| 2008 | 12.868        | 649             | 53.611        | 89.753            |
| 2009 | 12.082        | 454             | 61.902        | 108.342           |
| 2010 | 13.623        | 3.195           | 78.131        | 121.558           |
| 2011 | 15.921        | 3.674           | 91.030        | 151.720           |
| 2012 | 18.697        | 2.747           | 108.644       | 181.400           |
| 2013 | 20.830        | 3.844           | 112.745       | 187.105           |
| 2014 | 18.364        | 2.956           | 129.480       | 203.840           |
| 2015 | 19.913        | 2.207           | 139.514       | 227.803           |
| 2016 | 24.411        | 1.518           | 159.826       | 239.825           |
| 2017 | 40.786        | 1.317           | 192.720       | 283.141           |
| 2018 | 56.771        | 3.584           | 256.281       | 354.736           |
| 2019 | 67.826        | 2.807           | 323.969       | 544.896           |
| 2020 | 62.752        | 707             | 343.696       | 601.983           |
| 2021 | 75.731        | 12.388          | 391.003       | 688.138           |
| 2022 | 92.769        | 5.195           | 441.284       | 789.489           |
| 2023 | 95.924        | 5.105           | 490.095       | 916.227           |
| 2024 | 86.006        | 1.853           | 490.424       | 1.061.000         |

Miliardi di US$Anno0200.000400.000600.000800.0001 Mln200520082011201420172020RicaviRisultato nettoAttivoAsset in gestione